# Crash Bandicoot 3: Warped
Crash Bandicoot: Warped, conocido en Europa como Crash Bandicoot 3: Warped, es un videojuego de plataformas de 1998 desarrollado por Naughty Dog y publicado por Sony Computer Entertainment para PlayStation. Es la tercera entrega de la serie Crash Bandicoot, tras Crash Bandicoot 2: Cortex Strikes Back.
La historia tiene lugar inmediatamente después de los acontecimientos del segundo juego. Cuando las ruinas de la estación espacial del Doctor Neo Cortex se estrellan en la Tierra, liberan a una entidad maligna conocida como Uka Uka, el malvado hermano gemelo de Aku Aku, que se une a Cortex y al Doctor Nefarious Tropy, obsesionado con el tiempo, en su plan de reunir poderosos cristales que yacen esparcidos por el tiempo, y utilizar su energía para esclavizar a la Tierra. El título sigue a los protagonistas, Crash y Coco Bandicoot, en su viaje a través del tiempo para impedir que los villanos reúnan los cristales, recogiéndolos ellos mismos.
Crash Bandicoot: Warped fue alabado por la crítica, que destacó su gran calidad en muchos aspectos, como la mecánica, los gráficos y el audio, y ha sido considerado uno de los mejores videojuegos de todos los tiempos. Llegó a vender casi seis millones de unidades, convirtiéndose en uno de los más comprado para PlayStation. En Japón, superó las ventas de sus dos predecesores y se convirtió en el primer juego no japonés de la consola en adquirir más de un millón de copias en el país. En junio de 2017 se incluyó una versión remasterizada en la colección Crash Bandicoot N. Sane Trilogy para PlayStation 4 y en junio de 2018 se portó a otras plataformas.

## Sistema de juego
Warped es un videojuego de plataformas en el que el jugador controla a Crash y Coco Bandicoot, que deben viajar en el tiempo y recoger veinticinco cristales repartidos por el tiempo antes que lo hagan el Doctor Neo Cortex y Uka Uka. Gran parte transcurre en la Máquina de Retorcer el Tiempo, que actúa como centro neurálgico. Está dividida en cinco cámaras; al principio sólo está disponible la primera. Cada una tiene cinco botones que abren portales a distintos niveles. El objetivo en cada fase es encontrar y obtener el cristal escondido. En algunos, se encontrará al final o deberá conseguirse completando un desafío específico. Algunos contienen una «Plataforma de bonificación» que conduce a una zona especial, en la que se debe navegar por una área separada y recoger todo lo que encuentre. Como en las bonificaciones no se pierden vidas, se puede jugar en ellas tantas veces como desee hasta que consiga superarlas. Tras completar las cinco etapas de una cámara, aparecerá un sexto botón que abre un portal a un jefe. Al derrotarlo, la siguiente estará disponible para jugar. Cuando se encuentran los veinticinco cristales y se derrota a los cinco jefe, se gana el juego.
Crash y Coco comienzan con cinco vidas. Una se pierde cuando son alcanzados por un ataque enemigo o sufren cualquier otro tipo de daño. Se pueden ganar más recogiendo cien «Frutas Wumpa» o rompiendo una caja especial para conseguir una. Si se queda sin vidas, el título termina. Sin embargo, se puede continuar seleccionando «Sí» en la pantalla «¿Continuar?». Crash puede saltar por los aires y aterrizar sobre un rival, girar en forma de tornado para derribarlos fuera de la pantalla, deslizarse por el suelo y golpear con el cuerpo para romper ciertos objetos. Estas habilidades pueden ampliarse derrotando a los jefes, lo que a menudo se traduce en ataques más poderosos o en una mayor destreza para saltar y correr.
Las cajas desempeñan un papel destacado en Warped y pueden romperse con todas las técnicas del protagonista. Contienen objetos útiles o pueden aumentar su movilidad. Las de punto de control permiten volver a un punto específico del escenario al perder una vida. Las TNT explotan tras una mecha de tres segundos cuando se salta sobre ellas, mientras que las Nitro explotan con cualquier contacto físico. Todas las Nitro pueden detonar a la vez si se toca una de color verde con un signo de exclamación (!); el contacto con esta es necesario para obtener la gema, ya que cuentan para el número total de cajas rotas.
Además de cristales, se pueden recoger gemas, tanto normales como de colores, para conseguir logros adicionales. El usuario las recibe si abre todas las cajas de una fase o si completa una zona secreta, hay un total de 45. Las de colores se encuentran en niveles especiales y conducen a áreas ocultas, hay cinco de colores. Las «Reliquias» se pueden ganar volviendo a entrar en un escenario después de haber obtenido su cristal. Para obtener una, se debe iniciar el modo «Contrarreloj» tocando el cronómetro flotante cerca del principio y correr a través de una etapa en el tiempo designado que se muestra antes de entrar. Repartidas por todo el mundo hay cajas amarillas con los números 1, 2 o 3 en ellas. Aunque se rompen estas, el temporizador se congela durante el dígito de segundos indicado. Como en el modo no se pierden vidas, se puede jugar tantas veces como se desee. Se pueden ganar Reliquias de Zafiro, Oro y Platino dependiendo de lo bajo que sea el tiempo final. Las cinco primeras que recibe se desbloquean el acceso a un nivel de la «Secret Warp Room». A partir de entonces, cada cinco abren otro. Para completar el juego, hay que ganar los de la «Secret Warp Room».

## Trama
Los restos destrozados de la estación espacial del Doctor Neo Cortex se estrellan en la Tierra y liberan a una poderosa entidad conocida como Uka Uka, el cerebro de los anteriores planes. Se reagrupa con Cortex y, además, recluta al Doctor Nefarious Tropy, el inventor de un dispositivo llamado Máquina Retorcedora del Tiempo que permitirá a los secuaces recoger los Cristales y las Gemas de sus lugares originales. En casa de los Bandicoots, Aku Aku percibe el regreso de Uka Uka y les informa que es su malvado hermano gemelo, al que había encerrado hace tiempo para defender el planeta. Entonces conduce a los protagonistas hasta el artefacto, que pueden usar para recoger los objetos antes que lo haga el villano. Crash y Coco se aventuran a través del tiempo y derrotan a adversarios como Tiny Tiger, Dingodile y el Doctor N. Gin. Acabar con N. Tropy hace que el aparato se desbarate poco a poco. Tras el vencimiento de Cortex y Uka Uka después de recoger todos los cristales y gemas, la máquina y atrapa a Uka Uka en una prisión atemporal con Cortex y N. Tropy, que han sido convertidos en bebés.

## Desarrollo
La producción de Warped comenzó en enero de 1998, y Naughty Dog sólo dispuso de diez meses y medio y un presupuesto de más de dos millones de dólares para completar el juego. Salió a la venta en Norteamérica el 3 de noviembre de 1998, y en Europa el 11 de diciembre de 1998. Los programadores Andy Gavin, Stephen White y Greg Omi crearon tres nuevos motores. Dos de los tres eran de naturaleza tridimensional y se establecieron para los niveles de aviones y motos acuáticas; el tercero se hizo para las fases de ciclismos al estilo de un simulador de conducción. Los nuevos motores combinados constituyen un tercio del título, mientras que los otros dos tercios consisten en el mismo utilizado en las entregas anteriores. Jason Rubin explicó que el mecanismo y el estilo «clásicos» se conservaron debido al éxito de los dos videojuegos anteriores y añadió que «si abandonáramos ese modo, significaría que estaríamos abandonando a una parte importante de los usuarios que hay ahí fuera». Se ideó un Z-buffer de plano arbitrario para la moto acuática y los escenarios egipcios inundados. Para realizar una sensación de total fluidez en el agua de estos niveles, se colocó en la superficie un mapa de entorno que refleja el cielo. Se dio una sombra real al personaje de Crash a petición de los productores de Sony Computer Entertainment America, que estaban «hartos de ese pequeño disco que le sigue a todas partes». Para crear una experiencia «arcade» en las etapas de aviones y diferenciarlos de los simuladores de vuelo, los enemigos se programaron para salir por delante del jugador y darle tiempo suficiente para dispararles antes que se dieran la vuelta y dispararan, en lugar de salir por detrás y golpearle por la espalda. El sistema de Reliquias se introdujo para dar a los usuarios una razón para volver después de haberlo completado.
La banda sonora ha sido producida por Mark Mothersbaugh y compuesta por Josh Mancell de Mutato Muzika. Los efectos de sonido estuvieron creados por Mike Gollum, Ron Horwitz y Kevin Spears de Universal Sound Studios. Clancy Brown interpretó el doble papel de Doctor Neo Cortex y Uka Uka, mientras que Brendan O'Brien expresó la actuación duplo de Doctor N. Gin y Tiny the Tiger. Además, Michael Ensign puso voz al Doctor Nefarious Tropy, William Hootkins a Dingodile y Mel Winkler a Aku Aku. En el stand de Sony en la Electronic Entertainment en la Electronic Entertainment Expo en Atlanta (Georgia), se exhibió una pequeña muestra de los niveles. Por aquel entonces, la industria del videojuego se preguntaba si Crash Bandicoot: Warped era sólo más de lo mismo de la entrega anterior. Su lanzamiento fue acompañado de campañas de mercadotecnia de Sony y Pizza Hut. La versión japonesa ha sido uno de los primeros juegos compatibles con la PocketStation, un periférico que descarga minijuegos de los títulos de PlayStation. Una demo jugable de Spyro the Dragon de Insomniac Games está disponible en el producto final y se puede acceder a ella introduciendo un código de trucos en la pantalla de inicio.

### Diseño de personajes y niveles
El artista estadounidense de Exitus Charles Zembillas, que fue diseñador de personajes y director artístico de los dos juegos anteriores, retomó su papel para Warped. Uka Uka ha sido creado como una presencia que haría que el Doctor Neo Cortex se acobardara de miedo. Los bocetos emocionales del villano suplicando perdón inspiraron el diseño y la animación de la secuencia cinemática introductoria. Como la trama implicaba viajes en el tiempo, se creó al Doctor Nefarious Tropy. Zembillas dibujó los primeros borradores de Tropy —y el garabato que creó mientras Naughty Dog le describía el personaje— el 22 de enero de 1998. El dispositivo portátil para viajar en el tiempo se ideó al principio de la evolución del diseño y, en un principio, apareció como un artilugio parecido a un cinturón con una lectura digital que mostraba el año al que Tropy pretendía pasear. La máquina del tiempo, impulsada por pistones y generadora de smog, se creó para reflejar su malsana obsesión por el período. Dingodile ha sido conceptualizado por Joe Labbe II, empleado de Naughty Dog, que pidió un personaje que fuera un cruce entre un dingo y un cocodrilo. Zembillas dibujó los primeros bocetos el 4 de febrero de 1998. En algunos momentos, llevaba alternativamente un sombrero de estilo australiano, una «mopa de pelo desaliñado» y caminaba en cuatro patas. En un principio, Naughty Dog quería que estuviera un villano que escupiera fuego, pero Zembillas sugirió darle un lanzallamas para hacerlo «mucho más interesante». Los bosquejos finales se dibujaron el 12 de febrero de 1998.
Cuando se concibió al compañero de Coco Bandicoot en los niveles chinos, se decidió que se necesitaba un «bicho mono y abrazable» que encajara con la temática china. Inicialmente se pensó en un panda, pero se rechazó por su parecido con el oso polar de Cortex Strikes Back. Se optó por un cachorro de tigre, Pura. Al crear las secuencias de persecución del Triceratops en los escenarios prehistóricos, se animó inicialmente a un esbirro del Doctor Cortex montando a la bestia. Cuando el triceratops se quedaba atascado, golpeaba al esbirro. El jinete se eliminó por motivos técnicos. La cría de Tyrannosaurus que monta Crash en las fases prehistóricos ha sido dibujada con proporciones de pollo por  pollo, de Bob Rafei. El tiburón que aparece en las etapas submarinos fue uno de los primeros modelos de PowerAnimator de Jason Rubin. Se construyó originalmente para el primera entrega de Crash Bandicoot, pero no se utilizó hasta Warped.
El tema del «viaje en el tiempo alrededor del mundo» permitió a los artistas ir más allá de los límites impuestos por la ambientación isleña de los anteriores; cada tema temporal tiene estructuras y paletas de colores claramente únicas. Para demostrar el efecto que tiene el color en la atmósfera de un entorno, los bocetos de los niveles, como los de los árabes o medievales, se colorearon de nuevo para cambiar la hora del día representada del día a la noche. Naughty Dog pretendía distinguir visualmente Warped de los previos juegos «abriendo el entorno» y permitiendo que se vieran mayores distancias sin empastamientos ni niebla; para lograr la imagen de colinas infinitas y castillos lejanos que se ve en los medievales, se tuvo en cuenta el nivel de detalle introduciendo nuevas tecnologías en el motor y cambiando la forma de construir algunos de los elementos del fondo. Las texturas más detalladas se encuentran en los escenarios de las tumbas egipcias, en forma de pinturas decorativas. Para evitar que la imagen de una autopista interminable en los de las motocicletas resultara aburrida, se añadieron al paisaje delicadezas al borde de la carretera, como cactus y postes telefónicos. Además, se añadieron mesetas lejanas para ayudar a romper el horizonte. Para dar carácter a la desértica autopista, se añadieron gasolineras y restaurantes para evocar el sabor de la «América de los años cincuenta». La Gran Muralla China se representa durante su fase de construcción para añadir variedad visual y proporcionar obstáculos. Las ideas iniciales para el escenario de la Atlántida sumergida iban desde una antigua ciudad romana en ruinas hasta una ciudad sumergida de alta tecnología de origen alienígena.

## Recepción
Warped recibió una «aclamación universal», según el agregador de reseñas Metacritic. Johnny Ballgame de GamePro llegó a la conclusión que era «un firme aspirante a juego del año para PlayStation» y que la «alborotada» mecánica mantendrá tu cabeza dando vueltas durante días». Official U.S. PlayStation Magazine lo consideró como «el mejor de plataformas en 2,5D jamás lanzado». Ryan MacDonald de GameSpot afirma que es «fácilmente el mejor Crash hasta la fecha», describiendo cómo todos sus aspectos eran superiores a las anteriores entregas de la serie, y concluía que era «lo más divertido que me he divertido con un de plataformas en 3D en mucho, mucho tiempo». Mark Cooke de Game Revolution lo calificó de «aluvión de cosas buenas» y dijo que los elementos «encajan todos a la perfección». Scott Alan Marriott de Allgame («All Game Guide» en aquella época), consideró que era «tan impresionante de ver que tendrás que mantener una mano firmemente debajo de la barbilla para que no se te caiga al suelo».
Los gráficos fueron alabados por la crítica. Johnny Ballgame loelogió por ser «increíblemente limpios» y «detallados», y citó el agua de los niveles de motos acuáticas como «las olas más realistas de todos los títulos de PlayStation que hemos visto hasta ahora». Ryan MacDonald  lo calificó como «uno de los más bellos de PlayStation», citando las «suaves» animaciones de los personajes, los «brillantes» y «coloridos» paisajes, los «magníficos» efectos de iluminación y una tasa de imágenes por segundo «refrescantemente rápida y constante». Mark Cooke alabó la «fluida» y «caricaturesca» animación como «de primera línea, no superada por ningún otro vidoejuego» y su «ilimitada» distancia de renderizado y «hermosos» modelos 3D como «el pináculo del renderizado de PlayStation». Sin embargo, reprochó la ausencia de escenas de muerte para los personajes enemigos. Mark Cooke elogió el dibujo «suave» y «caricaturesca» como «lo mejor de la línea, no superada por ningún otro título» y su distancia de renderizado «ilimitada» y sus «hermosos» modelos 3D como «el pináculo del renderizado de PlayStation». Sin embargo, criticó la ausencia de animaciones de muerte para los personajes enemigos. Scott Alan Marriott describió los gráficos como «increíbles» y dijo que «todo es cristalino, colorido, suavemente animado y extremadamente detallado».
El sonido también recibió elogios. Johnny Ballgame dijo que el sonido «te anima a jugar, especialmente los endiablados tambores que suenan cuando atraviesas un nivel con la máscara de invencibilidad». También valoró positivamente otros efectos de sonido, como «la lava hirviente», «los pterodáctilos enfurecidos» y las «locuciones de película». Randy Nelson agradeció la mayor diversidad musical en comparación con Crash Bandicoot 2: Cortex Strikes Back. Ryan MacDonald elogió la melodía, los efectos de sonido y los doblajes de los personajes como «sobresalientes» y «extremadamente bien hechos» y señaló que la sincronización labial en pantalla se ajusta «casi perfectamente a la voz». Mark Cooke dijo que la actuación «exagerado» es «como el de los buenos dibujos animados, y a veces incluso mejor», y citó un aspecto «igualmente caricaturesco» en la armonía. Scott Alan Marriott describió la interpretación como «de calidad cinco estrellas en todo momento» y señaló que la música «capta a la perfección los escenarios de las fases».
En febrero de 1999, se habían enviado 2,9 millones de copias de Warped a los minoristas de todo el mundo; el NPD Group informó que sólo en Norteamérica se habían vendido 862 506 a finales de enero. En 1999, en el festival Milia de Cannes, se llevó el premio «Oro» por sus ingresos superiores a quince millones de euros en la Unión Europea durante el año anterior. En 2002, había adquirido más de 5,7 millones de unidades en todo el mundo, convirtiéndose en el decimotercer título de PlayStation más vendido de todos los tiempos. El éxito del juego dio lugar a su reedición para la línea Greatest Hits el 23 de agosto de 1999, y para la gama Platinum en 2000. Crash Bandicoot: Warped ha sido un éxito en Japón, y fue el primer título no japonés de PlayStation en recibir un «Premio Platino» en Japón por comprar más de un millón de unidades. Game Informer lo situó en el puesto 26 de su lista de los 100 mejores videojuegos de todos los tiempos en 2001, destacando la dificultad, ni difícil como el primer juego ni demasiado fácil como el segundo, y elogiando la acción de plataformas como «fantástica». En 2024, Christopher Cruz de Rolling Stone clasificó Warped como el cuarto mejor título de PlayStation de todos los tiempos; lo describió como «el ideal platónico de una entrega de Crash», citando sus controles, diseño de escenarios y gráficos mejorados.